# Aztreonam

Aztreonam.

Aztreonam (Azactam®) é um fármaco pertencente ao grupo dos antibióticos beta-lactâmicos. Tem sua ação caracterizada pela inibição das bactérias Gram-negativas. É utilizado em casos de bacteremia, osteomielite e infecções da pele. Não pode ser utilizado no tratamento das bactérias Klebsiella oxytoca, Xanthomonas malthopilia.

## Características
- Resistente às β-lactamases produzidas por Gram-negativas.
- Excelente atividade contra bactérias da família Enterobacteriaceae.
- In vitro se mostrou altamente ativo contra Haemophilus influenzae e Neisseria gonorrhoeae.
- Interagem com as proteínas ligadoras de penicilinas (PBP) gerando longas estruturas bacterianas filamentosas.
- Tem ação semelhante à dos aminoglicosídeos.
- O componente aminotiazolil oxima na cadeia lateral acil confere ao aztreonam sua atividade específica por Gram-negativos.
- Os dois CH3 e COOH na cadeia lateral do componente oxima são responsáveis pela forte atividade contra a Pseudomonas aeruginosa.
- Pertence ao grupo dos monobactâmicos.